# 塔里丁嶺
塔里丁嶺（英語：Taridin Ridge）是南極洲的山嶺，它位於葛拉漢地，屬於亞里斯多德山脈的一部分，長20公里、寬7.15公里，最高點是海拔高度1,200米的梅休山，以保加利亞西南部的統治者命名。

## 外部連結

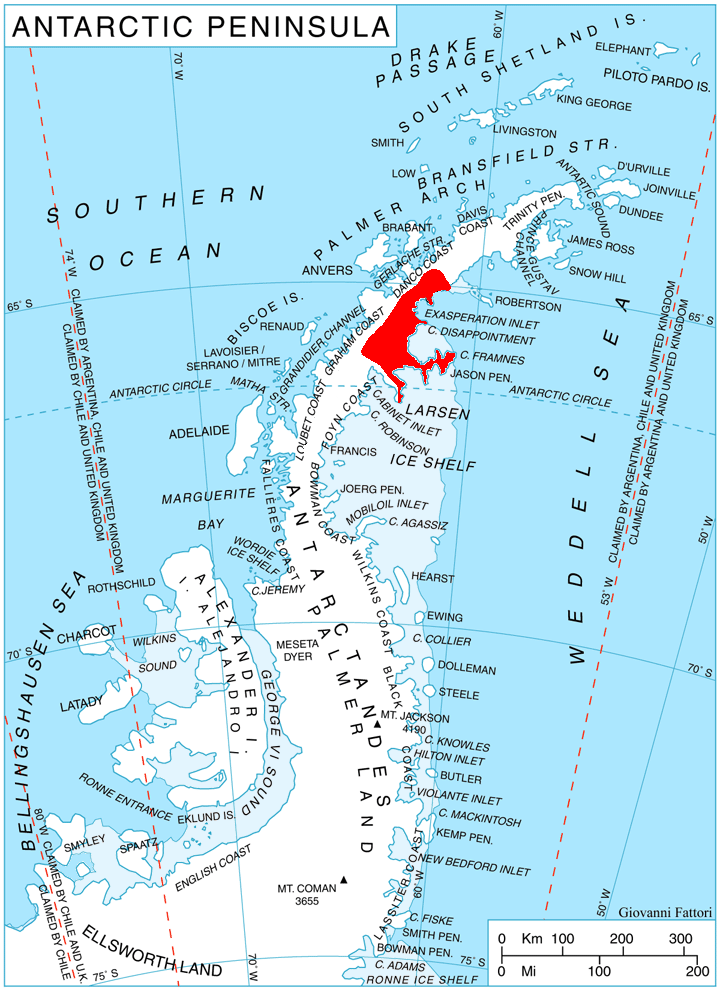

- Taridin Ridge. （页面存档备份，存于） SCAR Composite Antarctic Gazetteer.

65°33′07″S 62°30′13″W / 65.55194°S 62.50361°W